# Chiesa di San Tommaso Apostolo (Ville d'Anaunia)
La chiesa di San Tommaso Apostolo è una chiesa sussidiaria a Portolo, frazione di Ville d'Anaunia, in Trentino.  Fa parte della zona pastorale delle Valli del Noce e risale forse al XIII secolo.

## Storia

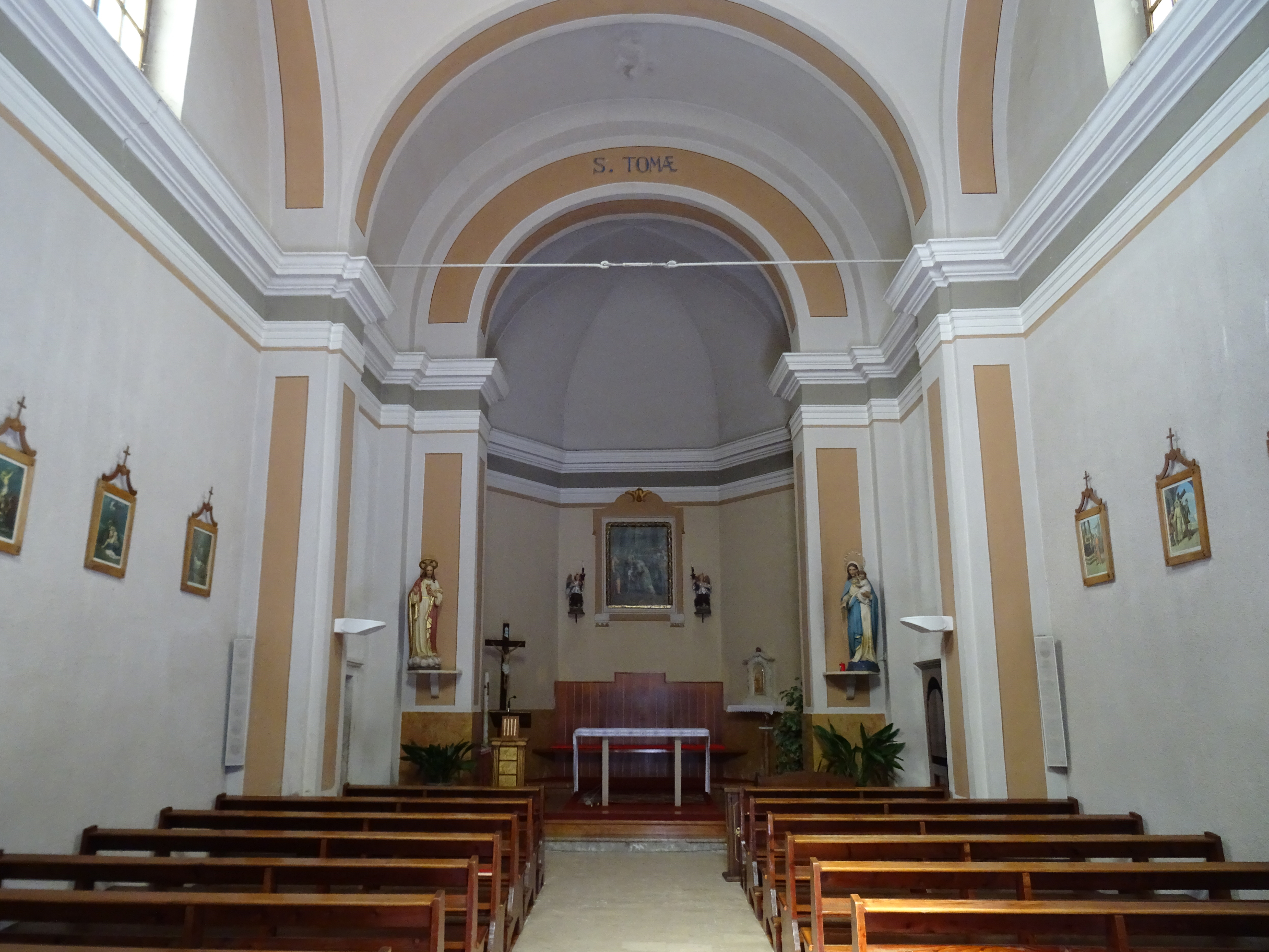
Interno

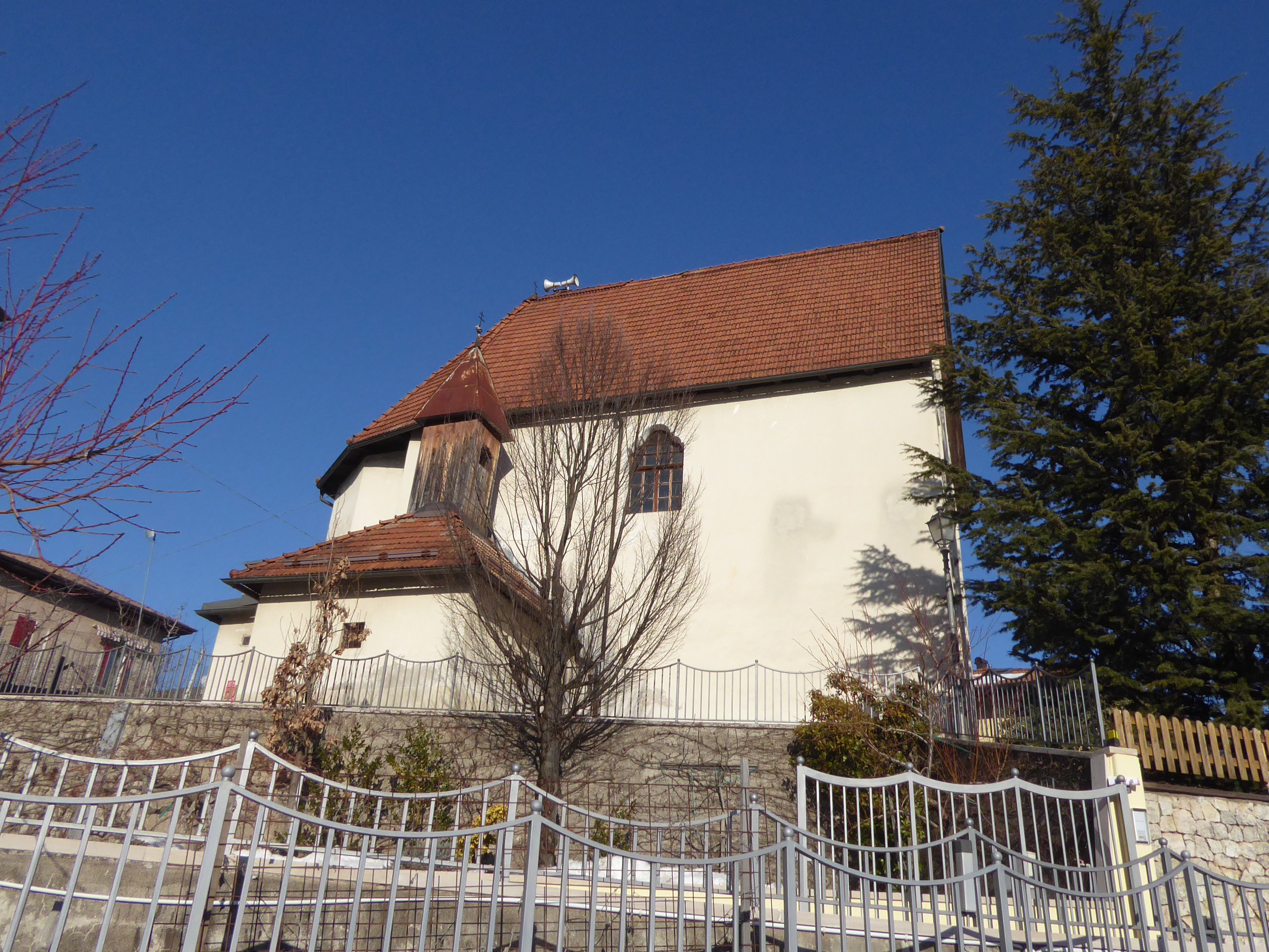
Vista laterale

Il primo luogo di culto a Portolo con dedica a San Tommaso potrebbe risale ad un periodo compreso tra XIII e XV secolo.
A partire dal XVI secolo si sa tuttavia che un edificio sacro con tale dedica era presente (costruito o ricostruito) e che nel 1518 avvenne la sua consacrazione con cerimonia solenne.
Nel 1579 fu oggetto di una visita pastorale e dagli atti che riportano l'evento è noto che in quel momento San Tommaso versava in pessime condizioni, e che venne deciso il rifacimento del tetto ed il rafforzamento statico della struttura.
All'inizio del XIX secolo l'edificio venne ricostruito in modo completo e, terminati tali lavori, vi fu una seconda consacrazione celebrata da Francesco Saverio Luschin, vescovo di Trento.
Un nuovo breve ciclo di restauri iniziò nel 1971.